# Оконечное оборудование линии связи
Оконечное оборудование линии связи (также аппаратура канала связи, АКС или аппаратура канала данных, АКД; англ. DCE = Data Circuit-terminating Equipment, Data Communication Equipment или Data Carrier Equipment) — оборудование, преобразующее данные, сформированные оконечным оборудованием в сигнал для передачи по линии связи и осуществляющее обратное преобразование.
Примером оконечного оборудования линии связи может служить обычный телефонный модем.